# Фурухьельм, Энни
Энни Фредрика Фурухьельм (11 декабря 1859 — 17 июля 1937) — финская журналистка, активистка феминистского движения и писательница. Она была членом парламента Финляндии с 1913 по 1924 год, а затем с 1927 по 1929 год, представляя Шведскую народную партию Финляндии (SFP). Была первой женщиной, получившей избирательные права в Европе, которая стала делегатом Международного женского избирательного альянса и первой избранной женщиной-законодателем, выступившей перед британским парламентом.

## Ранние годы
Энни Фредрика Фурухьельм родилась 11 декабря 1859 года в замке Рекур в Ситке на острове Баранова в российской Аляске. Её отец, Йохан Хампус Фурухьельм, был предпоследним российским губернатором Аляски, а её мать, Анна фон Шульц, была дочерью шведско-финского авантюриста. Когда Аляска была куплена Соединёнными Штатами, семья в 1867 году уехала в Сибирь, где они провели шесть лет в Николаевске-на-Амуре, прежде чем вернуться в Хельсинки. В 1870 году Фурухьельм была отправлена в Дрезден для получения школьного образования, прежде чем воссоединиться со своей семьей в Хельсинки в 1872 году. Она была высокообразованной и свободно говорила на английском, русском, французском, немецком, итальянском и шведском, закончив обучение в женской гимназии в 1876 году и аспирантуре колледжа в 1887 году.

## Карьера

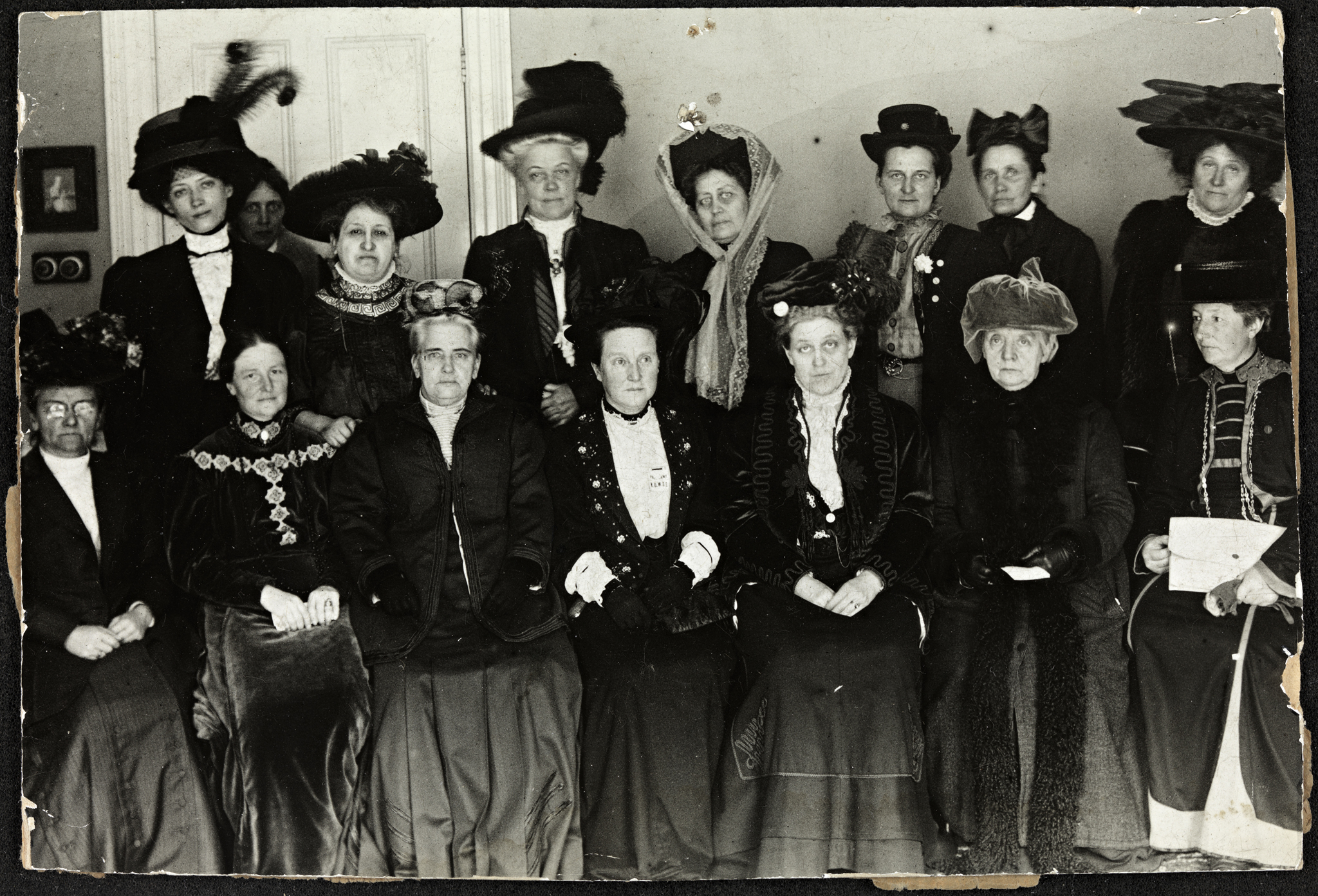
Конгресс Альянса за избирательное право под председательством Фосетт, Лондон, 1909 год. Верхний ряд слева: Даугор, Тора (Дания), Квам, Луиза (Норвегия), Алетта Якобс (Нидерланды), Энни Фурухьельм (Финляндия), Мадам Мирович (Россия), Кейт Ширмахер (Германия), Хонеггер, Клара (Швейцария), не идентифицирована. Нижний ряд слева: не идентифицирована, Анна Бугге (Швеция), Шоу, Анна Говард (США), Миллисент Фосетт (Председатель, Англия), Керри Чапмен Кэтт (США), Квам, Фредрикка Мари (Норвегия), Анита Аугспург (Германия).

После окончания школы Фурухьельм жила в поместье своей семьи и основала школу. Она много лет работала медсестрой в местном сообществе, но устала от изоляции и решила стать журналисткой в 1890 году. Она основала газету под названием «New Tide», которая впоследствии стала рупором финской женской организации Нутид (швед. Nutid). В 1899 году Фурухьельм встретилась с другими женщинами-единомышленницами, включая Люцину Хагман, Алли Ниссинен и Софию Рейн, чтобы помочь Хагман организовать организацию Марты, гуманитарную организацию, помогающую женщинам управлять своими домами. Поскольку в то время собрания были запрещены правительством Финляндии, женщины тайно встречались в домах разных членов. Фурухьельм занимала пост первого секретаря организации.
В 1904 году Фурухьельм присутствовала на 5-м конгрессе Международного совета женщин (ICW) в Берлине и обратилась к организации за помощью в создании финской организации избирательных прав. ICW отказала, поскольку Финляндией всё ещё управляла Российская империя, но Кэрри Чепмен Кэтт заверила, что Международный союз женщин за избирательное право (IWSA) поддержит финскую организацию за избирательное право. Фурухьельм вернулась с конференции энергичной и организовала конференцию, в которой приняли участие 1000 женщин. В следующем году она учредила Комитет за избирательное право женщин. После всеобщей забастовки, проходящей в годы Первой русской революции, Финляндия вновь получила свою автономию от России, которая де-факто была предметом спора с 1899 года. Всеобщее избирательное право было предоставлено всем гражданам Финляндии в 1906 году. Когда в 1906 году организация избирательных прав Финляндии была одобрена для союза с IWSA, Фурухьельм стала первым европейским делегатом ассоциации, получившим полное избирательное право. B период с 1909 по 1920 год она была членом правления IWSA и посещала конгрессы организации с момента вступления Финляндии в 1906 году до 1929 года. Она была основным докладчиком на конференции IWSA в Копенгагене в 1906 году, и её речь была встречена овациями стоя.
Ассоциация шведских женщин Финляндии была основана в 1907 году, когда Фурухьельм была избрана президентом. Она сохранит эту должность на всю свою жизнь. Она стала постоянным докладчиком на международных собраниях по избирательному праву. В 1913 году Фурухьельм была избрана в парламент Финляндии, одной из первых двадцати одной избранной женщины. В следующем году она сопровождала Кэтт, когда та выступала в британском парламенте в Лондоне. Это был первый раз, когда избранная женщина-законодатель выступила перед парламентом. В 1917 году она входила в состав Юридического комитета, который ненадолго восстановил финскую монархию и издал Декларацию независимости Финляндии, что в конечном итоге привело к созданию Финской республики. B 1919 году она начала работать редактором журнала «Astra» и проработала там до 1927 года. Фурухьельм была членом сейма, пока не потерпела поражение в 1924 году, несмотря на её кампанию за отмену сухого закона. Она была переизбрана в 1927 году в качестве представителя Шведской народной партии Финляндии (SFP). Когда Фурухьельм ушла из политики в 1929 году, она была награждена орденом Белой розы Финляндии.
В последние годы жизни Фурухьельм посвятила свое время организациям по защите прав женщин. Она продолжала настаивать на отмене сухого закона, полагая, что закон способствует росту преступности и контрабанды и не контролирует потребление алкоголя. Незадолго до своей смерти 17 июля 1937 года она также опубликовала два тома собственных мемуаров.

## Избранная библиография
- Женщины и выборы (1910)
- Люди и судьбы (1932)
- Нарастающие волнения (1935)
- Рассвет (1939)